# Westlander (schip)

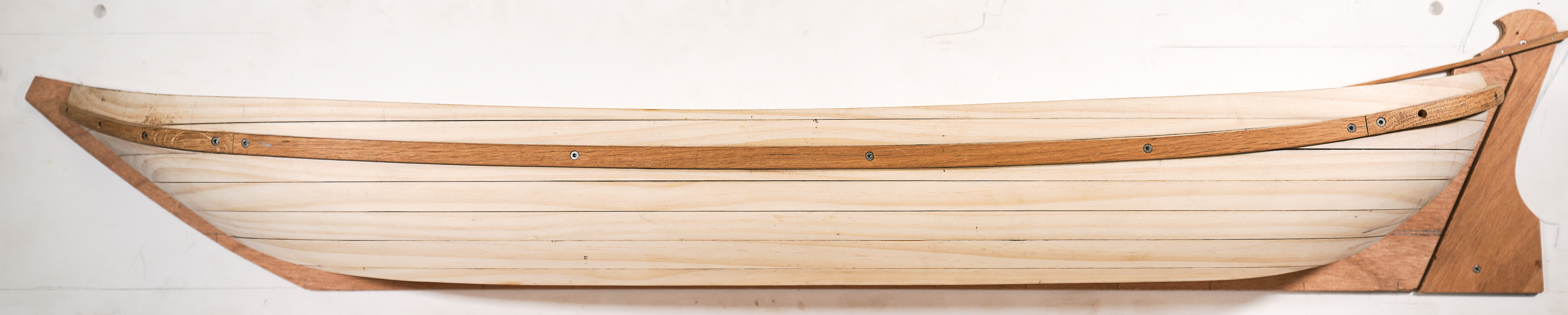
Half-model van de stamvader van de Westlandse schuit. Bestek scheepmaker L. Hoogendam. Maassluis 1720.

De Westlandse schuit is een verzameling van schuiten, die zijn gebouwd op basis van eenzelfde bouwplan. De verzameling kent drie scheepstypes, die van elkaar te onderscheiden zijn op basis van draagvermogen en functie. De bakermat van de Westlandse schuit ligt in het Hoogheemraadschap Delfland. In 2004 publiceert G. J. Schutten een wetenschappelijk onderzoek naar aard en vorm van kleine houten beroepsvaartuigen en hun onderlinge samenhang. Op basis van zijn onderzoek komt hij tot het inzicht, dat er overeenkomsten zijn tussen het casco van de Westlandse houten schuit uit de negentiende eeuw en het casco van een snebbeschuit uit de zeventiende eeuw. Deze snebbeschuit wordt door de stad Delft vanaf 1632 in gebruik wordt genomen als 'trekschuit'. Aanvullend onderzoek op basis van nieuwe bronnen door A. van Zeijl bevestigen de zienswijze van G. J. Schutten. Het bouwplan kenmerkt zich door een rechte sterk vallende voorsteven en achtersteven. Aan de voorsteven en achtersteven is het vlak opgebogen en loopt met de stevens mee tot 30% van de steven. De Westlandse schuit heeft ronde kimmen. De beperkte diepte van het vaarwater en de breedte van de sluizen bepalen de maximale grootte van de Westlandse schuit. De maximale holte is 4 voet en de maximale breedte is 9,5 voet. Deze maatvoering blijft tot het eind van de negentiende eeuw bestaan. Alleen de lengte van de schuit blijkt nogal te verschillen. Wensen van beurt- of vrije schippers bepalen het gebruik van het casco van de snebbeschuit. Zo ontstaan er verschillen tussen een vrachtschuit uitgerust met luiken en zeilen of een beurtschuit uitgerust met een roef voor passagiers en laadruimte voor droge goederen. Vaak wordt de beurtschuit getrokken door een paard.

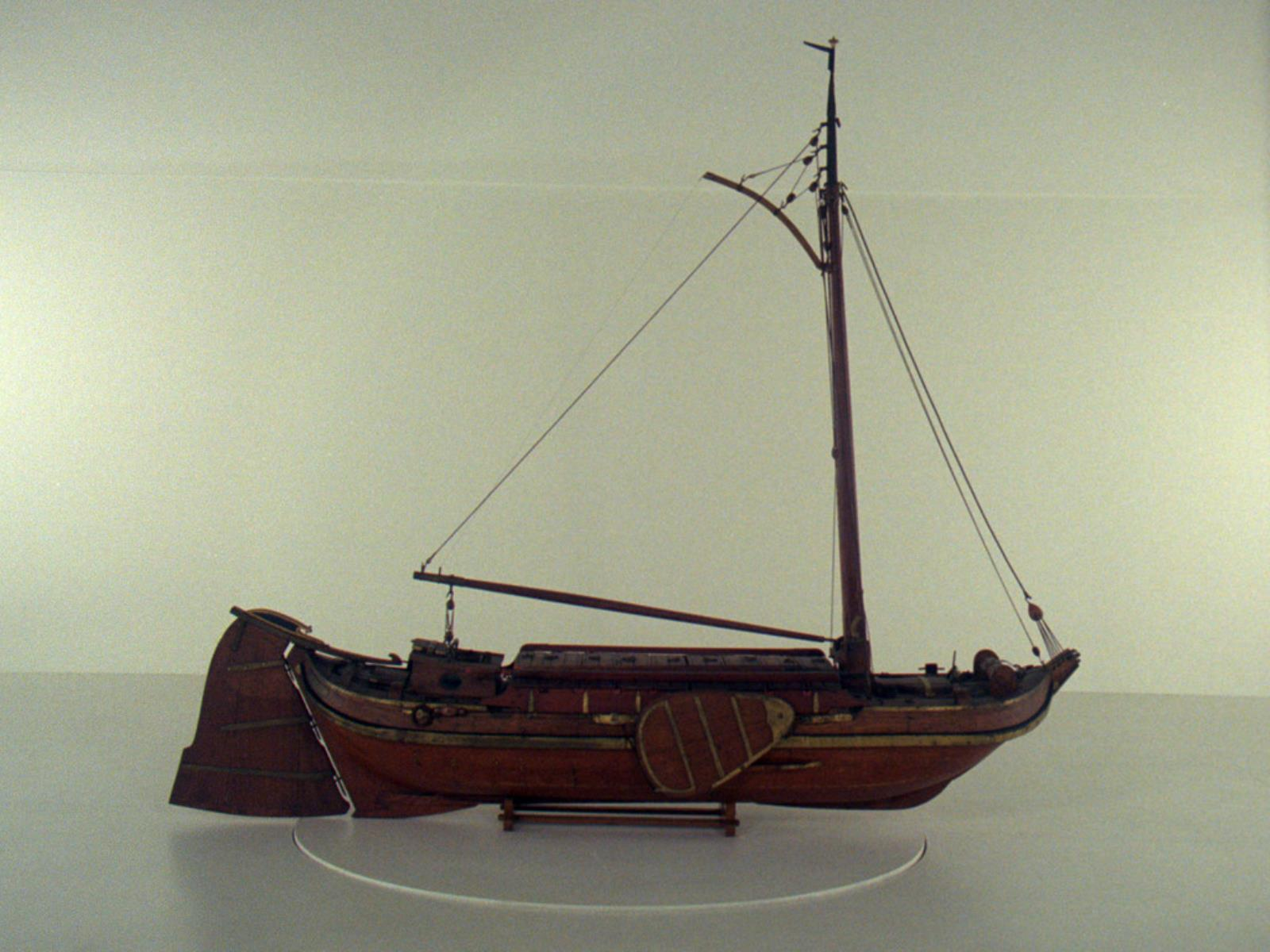
Houten westlander. 'De jonge Nicolaas'. Bestek scheepmaker C. W. van Straaten. Monster 1875.

Voor 1800 vinden we in verschillende bronnen al de duiding van Westlandse schuit. In de negentiende eeuw is de westlander het overheersende scheepstype in het hoogheemraadschap Delfland. In 1874 wordt in Delft de eerste ijzeren Westlandse schuit te water gelaten. Na veertig jaar is de gehele vloot vervangen door stalen schuiten. In 1914 zijn er ongeveer duizend Westlandse schuiten geregistreerd. Zesendertig procent hiervan heeft zijn thuishaven buiten Delfland. Vanaf 1887 begint de W.S.M. met de aanleg van lokaalspoor in West-Delfland en vanaf 1927 wordt door de Rijksoverheid de verbetering van lokale wegen ter hand genomen. Vanaf dat moment verliest de Westlandse schuit haar vervoersmonopoly binnen Delfland. 
1. Scheepstype de westlander.

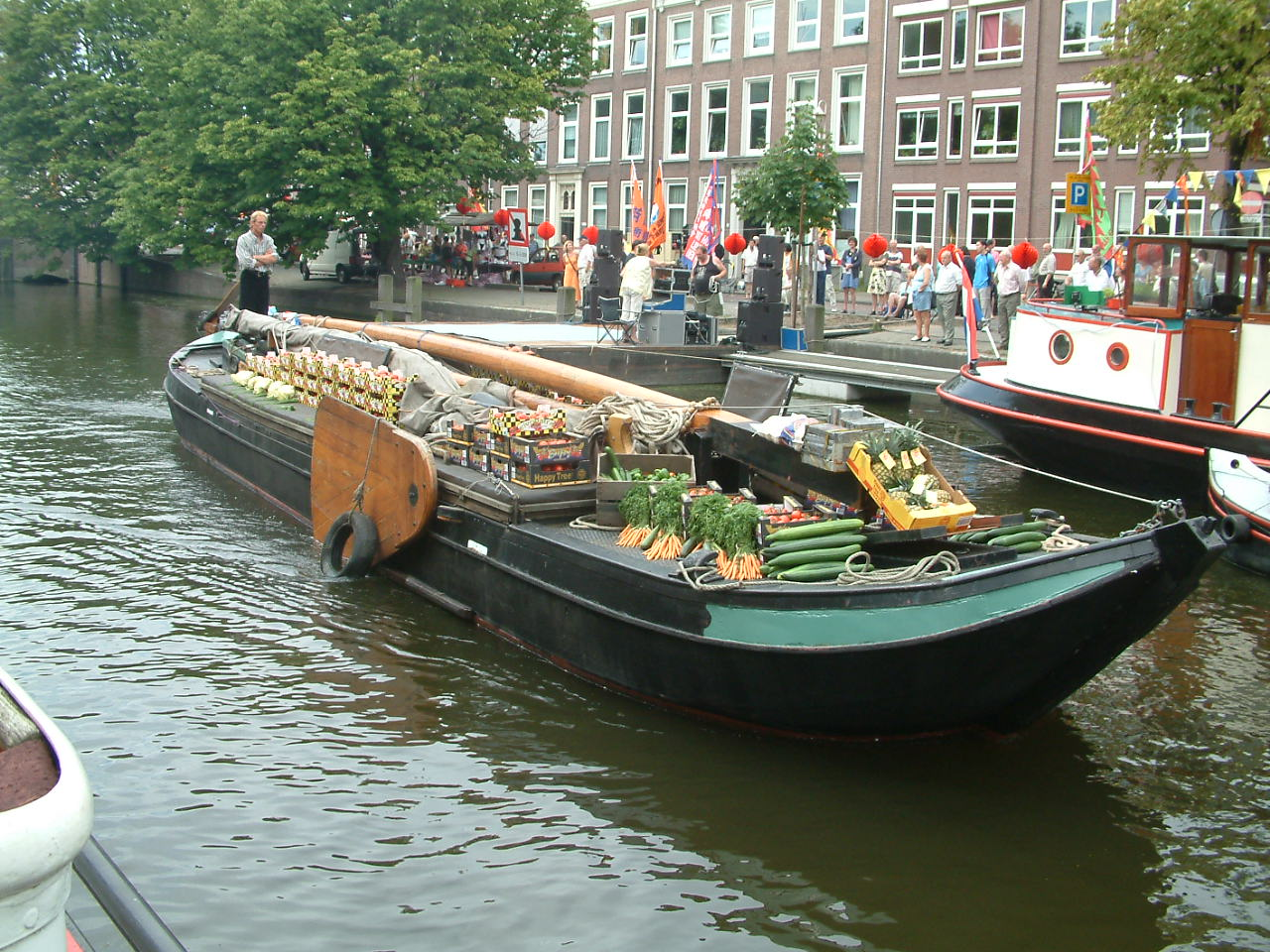
Een westlander met groenten en fruit vaart langs de Bierkade in Den Haag

Dit scheepstype heeft een draagvermogen van dertien ton of meer. De westlander is uitgerust met een grootzeil met gebogen gaffel en een fok voor de mast. De westlander heeft twee zijzwaarden en een gesloten luikendek, veelal op een verhoogde den. Op de achterplecht staat een lage roef. De westlander vervoert groenten en fruit naar de grote steden buiten Delfland. Al vanaf 1648 varen Westlandse schippers naar de markt in Amsterdam. Naast groenten en fruit vervoert de westlander droge goederen, turf, zand, hout en ontelbaar veel bakstenen voor de fruitmuren en huizen in het Westland. (andere namen: westlanderschip, pakschuit, roefschuit, tweepunter.)
2. Scheepstype de Westlandse praam.
De Westlandse praam is de lokale werkschuit met een draagvermogen van twaalf ton of minder. Vaak uitgerust met een driehoekig grootzeil met 'bovenhoutje' en een fok. Op de achterplecht staat een lage roef. Vanaf de start van het veilingwezen in het Westland in 1889 ontstaat er een onderscheid tussen de Westlandse praam met een draagvermogen tussen de acht ton en twaalf ton en de Westlandse praam kleiner dan acht ton. De Westlandse praam tussen de acht ton en twaalf ton wordt gebruikt voor de aanvoer van grondstoffen voor de tuinbouw, zoals mest, bouwmaterialen, steenkool, stookolie en ‘potgrond’. Het transport van goederen en grondstoffen met deze Westlandse praam leidt vanaf het eind van de negentiende eeuw zelfs tot het ontstaan van een duidelijk te onderscheiden schippersstand in Delfland. (andere namen: spoelingschuit, vlet, praam)
3. Scheepstype Het Westlandse praampje.
In de negentiende eeuw werd het Westlandse praampje kleiner dan acht ton veelal gebruikt voor het transport van zand uit de duinen naar een tuinbouwbedrijf. Vanaf de aanleg van grote veilingcomplexen en het graven van veilinghavens na 1900 wordt het Westlandse praampje in toenemende mate gebruikt voor het vervoer van groenten en fruit van het tuinbouwbedrijf naar de veiling. Dit scheepstype wordt aangeduid als het Westlandse praampje. (andere namen: zandpraam, tuinderschuit, veilingschuit, drieling)

## Het concurrerende scheepstype

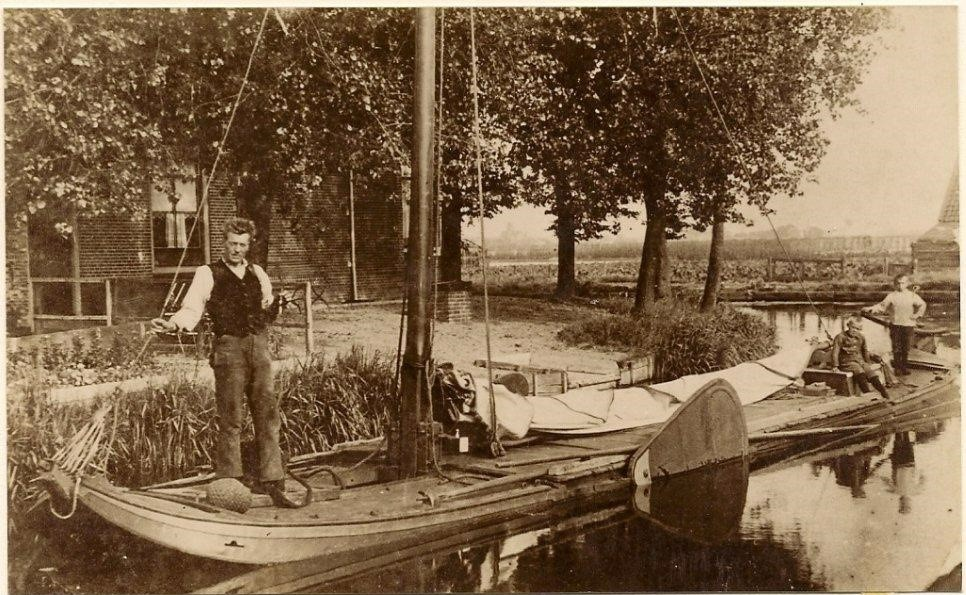
Een Westlandse praam. Geladen met Schiedamse mest.

Een Westlandse praampje op weg naar de veiling met kistjes druiven.

Vanaf 1900 verschijnt er op het water binnen Delfland voor elk scheepstype binnen de verzameling van Westlandse schuiten een modern en afwijkend scheepstype. Deze moderne scheepstypes blijven hetzelfde werk doen als de Westlandse schuiten en hebben hetzelfde draagvermogen. De ingebruikname van deze moderne scheepstypes bewijst het bestaan van de drie scheepstypes binnen de verzameling van Westlandse schuiten.
Vanaf 1 januari 1914 is motorvaart binnen het Hoogheemraadschap Delfland toegestaan. Masten en zeilen worden opgeborgen en schippers gaan hun schuit uitrusten met een motor.
1a. Scheepstype de scherpsteven.
De zeilende westlander wordt na 1914 in vrijwel alle gevallen vervangen door een scherpsteven. Het is een gemotoriseerde schuit, die op het grote water reeds zijn kwaliteiten heeft bewezen. Naast het vervoer van groenten en fruit naar de omliggende steden vervoeren deze schippers op de terugweg vaak hout voor de kistenfabrieken, leeg fust van de markten en ‘potgrond’ voor de tuinbouw. ( andere namen: steilsteven, beurtvaarder).
2a. Scheepstype de kagenaar.
Rond 1900 komt de kagenaar in de vaart. Het scheepstype is het concurrerende scheepstype voor de Westlandse praam met een draagvermogen tussen de acht en twaalf ton. Het scheepstype wordt ingezet voor dezelfde functie .Tot in de jaren zestig voorzien de kagenaar en de Westlandse praam de tuinbouwbedrijven van grondstoffen en bouwmaterialen. (andere namen: rondkop, leidenaar, vlet)
3a. Scheepstype Het groenten schuitje.
Na 1900 wordt op verschillende Westlandse scheepswerven vooral het groenten schuitje gebouwd. Dit scheepstype is het concurrerende scheepstype voor het Westlandse praampje. Zeer waarschijnlijk heeft de scheepswerf van Van Waveren in Monster het stalen groenten schuitje ontworpen. Tot in de jaren zestig vervoeren het Westlandse praampje en het groenten schuitje de tuinbouwproducten naar de veilingen in het Westland. In de omgeving van Loosduinen heeft de groenten schuit vaak een groter draagvermogen dan acht ton. (andere namen: veilingschuit, tuinderschuit, akkerschuit)

## Scheepswerven
Tot 1940 waren er minimaal 19 scheepswerven, die zich bezig hielden met nieuwbouw en reparatie van gehele varende vloot binnen Delfland. Locaties buiten Delfland, waar westlanders werden gebouwd waren: Leiden, Leidschendam, Schiedam en in mindere mate in Voorschoten, Kaag, Oegstgeest, Hendrik-Ido-Ambacht, Lekkerkerk, Rotterdam, Stompwijk, Warmond, Willemstad, Zoetermeer en Zwijndrecht. Ook in het Groene Hart werden deze schuitjes gebouwd zoals in Alphen aan den Rijn, Zoeterwoude en in mindere mate in Oude Wetering, Waddinxveen, Woerden, Woubrugge, Hazerswoude, Langeraar, Oudewater, Wilnis, Gouda en Rijpwetering. Er zijn ook meldingen dat er acht zijn gebouwd in Leeuwarden en twee in Oude Pekela.

## Nieuw leven voor Westlanders
Door de schaalvergroting in de binnenvaart en door de opkomst van het wegverkeer zijn deze schepen in de binnenvaart onrendabel geworden. Velen zijn aan de kant gelegd wachtend op een beter lot of zijn verdwenen als oud-ijzer.
Vanaf de jaren zeventig en jaren tachtig zijn er Westlanders, die inmiddels vaak als woonschip aan de kant lagen en Westlandse pramen weer in de vaart gebracht. Enerzijds door particulieren, anderzijds door personen of organisaties die ze in meer of minder originele staat restaureerden. Elk jaar wedstrijden vinden er wedstrijden plaats met Westlanders en Westlandse pramen. Er zijn vandaag de dag bijna vijftig merendeel zeilende Westlandse pramen en een klein aantal zeilende Westlanders, waarvan 1/3 geregeld te bewonderen zijn tijdens evenementen en zeilwedstrijden.
Bekende zeilwedstrijden zijn:

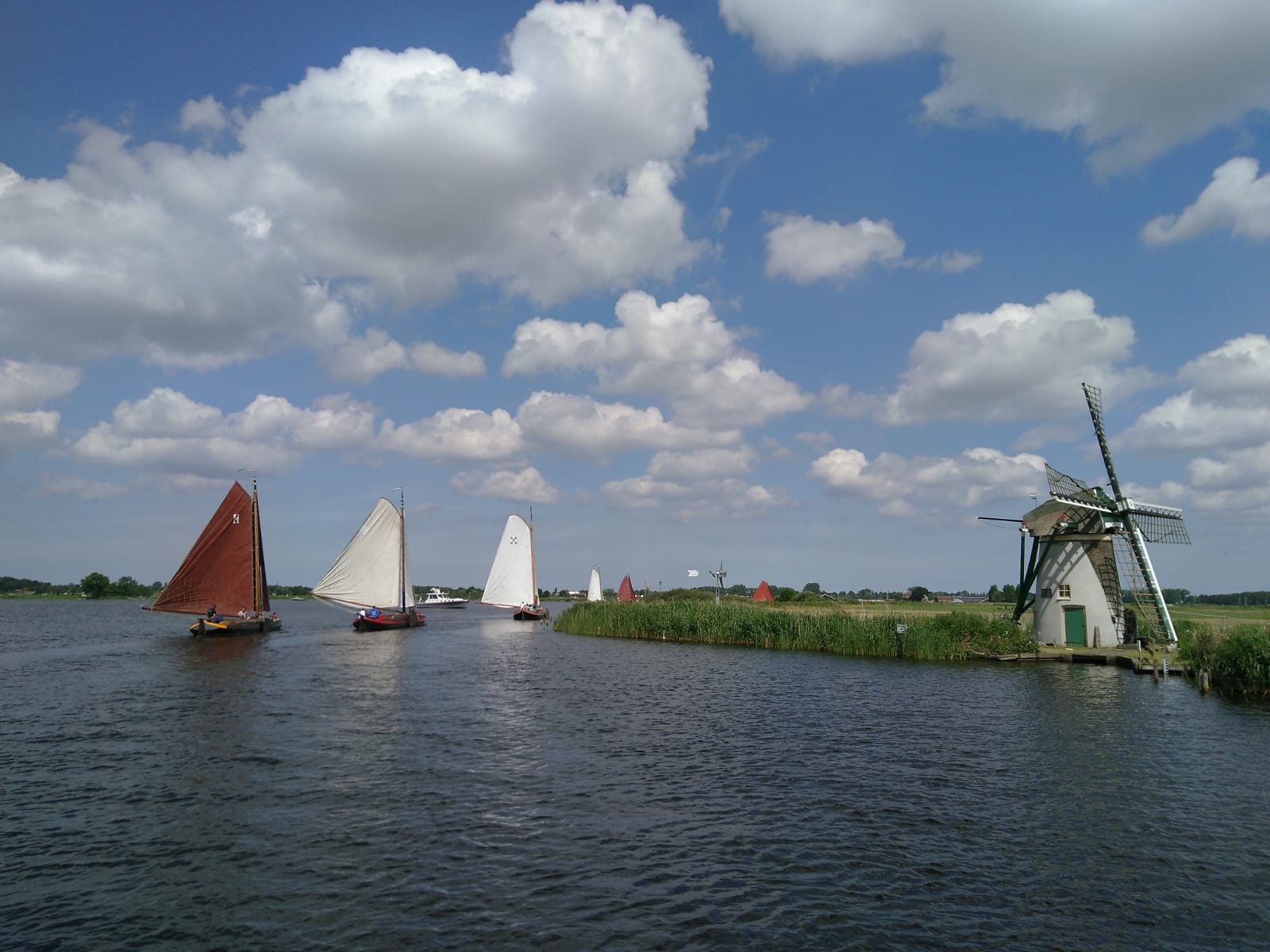
Westlanders tijdens zeilwedstrijd op de Kaag

- Westlander Zeildagen in mei op de Kagerplassen
- Hardzeilerij om de Geuzenpenning in juni op de Vinkeveense Plassen
- Onderlinge Kampioenschap Westlander Hardzeilerij (OKWH) in juni op de Kagerplassen
- Gouden Gaffel in augustus op de Kagerplassen
- Groente en Fruitrace in september in Poeldijk
- Midden-Delflandrace in september
- Onderlinge Kampioenschap Westlander Hardzeilerij (OKWH) in september op de Westeinderplassen
- Turfrace (van Warmond naar Vinkeveen en terug in 3 dagen)